# Verrens-Arvey
Verrens-Arvey är en kommun i departementet Savoie i regionen Auvergne-Rhône-Alpes i sydöstra Frankrike. Kommunen ligger i kantonen Grésy-sur-Isère som tillhör arrondissementet Albertville. År 2022 hade Verrens-Arvey 958 invånare.

## Befolkningsutveckling
Antalet invånare i kommunen Verrens-Arvey
| Referens: INSEE |